# Xylophanes norfolki
Xylophanes norfolki is een vlinder uit de familie van de pijlstaarten (Sphingidae). De wetenschappelijke naam van de soort werd in 1962 gepubliceerd door Kernbach.